# Lasiplexia chalybeata
Lasiplexia chalybeata là một loài bướm đêm trong họ Noctuidae.